# You Wanted the Best, You Got the Best!!
You Wanted the Best, You Got the Best!! е пети концертен албум на американската рок група Kiss. Издаден е на 25 юни 1996 г. от Mercury Records.

## Обща информация
Албумът е издаден, за да съвпадне с турнето на групата през 1996 – 1997 г. – „Alive / Worldwide Tour“. Всички песни в албума са на живо. Повечето са взети от „Alive!“ (1975) и „Alive II“ (1977), но четири песни не са издадени. Надписите гласят, че песните са извадени от „Alive!“ и „Alive II“, въпреки че има спекулации дали това е така или не. В интервю за списание „Latent Image“ през 1998 г. Брус Кулик заявява, че е участвал в някои аспекти на този албум в студиото, въпреки че не коментира степента на участието си. Последната песен е интервю на събраната група, водено от Джей Лено.

## Състав
- Пол Стенли – вокали, ритъм китара
- Ейс Фрели – соло китара, вокали в „New York Groovе“
- Брус Кулик – китара
- Джийн Симънс – бас, вокали
- Ерик Кар – барабани в „New York Groove“
- Питър Крис – барабани, вокали в „Beth“

## Песни
| №   | Име                    | Време |
| --- | ---------------------- | ----- |
| 1.  | Room Service           | 3:38  |
| 2.  | Two Timer              | 3:15  |
| 3.  | Let Me Know            | 3:38  |
| 4.  | Rock Bottom            | 3:33  |
| 5.  | Parasite               | 3:37  |
| 6.  | Firehouse              | 4:00  |
| 7.  | I Stole Your Love      | 3:32  |
| 8.  | Calling Dr. Love       | 3:35  |
| 9.  | Take Me                | 3:06  |
| 10. | Shout It Out Loud      | 3:14  |
| 11. | Beth                   | 2:33  |
| 12. | Rock and Roll All Nite | 4:01  |
| 13. | Kiss Tells All         | 17:34 |

## Позиции в класациите
Албум
| Страна    | Класация (1996)  | Позиция |
| --------- | ---------------- | ------- |
| Австралия | ARIA Album Chart | 26      |
| Япония    | Oricon           | 70      |
| САЩ       | Billboard 200    | 17      |